# Kalle Anka som klisterprins
Kalle Anka som klisterprins (engelska: Billposters) är en amerikansk animerad kortfilm med Kalle Anka och Långben från 1940.

## Handling
Kalle Anka och Långben är ute på en bondgård för att klistra upp affischer. De hinner dock inte med så mycket arbete förrän de båda stöter på problem; Kalle hamnar i bråk med en get och Långben fastnar i en väderkvarn.

## Om filmen
Filmen hade svensk premiär den 16 december 1940 på Sture-Teatern i Stockholm och ingick i kortfilmsprogrammet Kalle Ankas gästabud, tillsammans med fyra kortfilmer till; Kalle Ankas frieri, Segelflyg i USA (ej Disney), Kalle Ankas aktersnurra och Pluto i skrattspegeln.

## Rollista
- Clarence Nash – Kalle Anka
- Danny Webb – Långben
- June Foray – get[8]